# Тома Томов (психиатър)
Вижте пояснителната страница за други личности с името Тома Томов.
Тома Невенов Томов е български психиатър.

## Биография
Завършва Висшия медицински институт в София. Дипломира се по Клинична психиатрия в Медицинска академия в София. Кандидат на науките (днес - доктор) в Института по неврология, психиатрия и неврохирургия в София с дисертация на тема „Комуникацията в психиатричното диспансерно обслужване“ (1981). Специализира Фамилна и групова терапия в Антропос Институт в Атина, Гърция (обучителни семинари и супервизия на д-р Г. Василиу, директор на института), а след това и Психодрама (гостуваща обучителна програма) при Габриеле Висман-Брун (Берн, Швейцария).
Младши асистент по психиатрия в Първа психиатрична клиника в София (1971-1975). Асистент по психиатрия в Катедрата по психиатрия на Медицинска академия в София (1975-1981). Консултант на Танзанийска програма за психично здраве на Световната здравна организация в Морогоро-Дар ес Салаам (1981-1984). Директор на Секция по социална психиатрия към Катедрата по психиатрия на МА-София (1984-2000). Координатор в Центъра за сътрудничество със СЗО в София (1984-1991). Научен секретар към Българската програма за невронауки и поведение (1985-1990). Доцент по психиатрия в Катедрата по психиатрия на Медицинска академия - София (1986-). Съдиректор на Българския институт за човешки отношения към Нов български университет в София (1991-). Ръководител на Катедра по психиатрия на Медицинския университет в София (1995-). Координатор в Националната програма за психичноздравна реформа на Министерство на здравеопазването (1998-).
На 16 октомври 2012 г. е удостоен със званието „Почетен професор на Нов български университет“.

## Членства[1]
- 1971-1990 Член на Българското психиатрично общество
- 1975-1990 Член на Българската секция по психотерапия
- 1987-1991 Член на Българското общество по невронауки
- 1990- Член на изпълнителния съвет
- 1991- Член на Българското дружество по психодрама
- 1992- Член на Българската психиатрична асоциация
- 1993- Член основател на Българска психоаналитична група
- 1993- Член основател на Българската асоциация по психотерапия и психологично консултиране
- 1993- Член основател на Българското дружество по психично здраве
- 1994- Член основател на Българската асоциация на социалните работници
- 1995- Член основател на Женевската инициатива по психиатрия
- 1995- Член на Управителния съвет на Обединените холандски фондации за Централна и Източна Европа
- 1997- Член на Надзорния съвет за България на Асоциацията на реформаторите в психиатрията, Женева, Швейцария
- 1998- Фелоу на Кралския колеж по психиатрия, Лондон, Великобритания